# Velevrub tupý
Velevrub tupý (Unio crassus) je druh sladkovodního mlže. Má lasturu o délce 50–70 milimetrů, výšce 30–40 milimetrů. Tloušťka schránky činí 25–35 milimetrů.

## Ohrožení
Jedná se o celosvětově ohrožený druh podle červeného seznamu IUCN. Je uveden také v příloze II a IV směrnice o stanovištích.
Stupeň ohrožení v českém červeném seznamu je taktéž „ohrožený“ (EN) Vyhláška 395/1992 Sb. ve znění vyhl. 175/2006 Sb. ho uvádí mezi druhy silně ohrožené (uveden pouze ve vyhlášce 175/2006 Sb.). Tento druh se v Česku vyskytuje většinou v nižších polohách v čistších potocích nebo i řekách či říčkách. Vyskytuje se v ČR např. v těchto lokalitách: PP Vlašimská Blanice, PP Bystřice, PP Lukavecký potok, PP Lužnice, EVL Rokytná, Nežárka, Sázava, Klíčava.